# Friedrich Eichiner
Friedrich Eichiner (* 9. April 1955 in Eichstätt) ist ein ehemaliger deutscher Manager. Vom 1. Oktober 2007 bis zum 31. Dezember 2016 war er Vorstandsmitglied bei der BMW AG. Davon war er ab dem 2. Dezember 2008 bis zu seinem Ruhestand für das Ressort Finanzen zuständig. Seit Mai 2016 ist Eichiner Aufsichtsrat der Allianz SE.

## Leben
Friedrich Eichiner wurde 1955 in Eichstätt geboren und studierte in den Jahren 1976–1978 Betriebswirtschaftslehre an der Universität Regensburg. Anschließend studierte er zwischen 1978 und 1986 Betriebswirtschaftslehre an der Ludwig-Maximilians-Universität München. 1986 promovierte er an der Ludwig-Maximilian-Universität mit einer Arbeit über Die Verteilung von n Produkten auf m Produktionsstandorte im Rahmen einer Verbundfertigung.
In die BMW AG trat er im Jahr 1987 ein. Zwischen 1987 und 1999 hatte er verschiedene Führungs- und Projektleitungsaufgaben in den Bereichen Logistik und Produktion. 1990–2002 war Eichiner Leiter der Vertriebsentwicklung und -steuerung. In den Jahren 2002 bis 2007 war er der Leiter für die Konzernplanung. 2007–2008 war er Mitglied des Vorstands der BMW AG vom Ressort Konzern- und Markenentwicklung. Ab 2008 bis 2016 war er Mitglied des Vorstands der BMW AG für das Ressort Finanzen. Darüber hinaus leitete er das Chinageschäft von BMW und war im Vorstand von BMW für das Joint Venture BMW Brilliance Automotive zuständig.
Eichiner hatte viele Zukunftsstrategien von BMW mitentwickelt. So stammte der Entwurf für das Projekt „BMW i“ von Eichiner. Die übliche Altersgrenze für Vorstände der BMW AG liegt bei 60 Jahren. Im Jahr 2014 wurde allerdings sein Vertrag pro hac vice bis 2017 verlängert. Eichiner beendete seine Karriere zum 31. Dezember 2016 mit 61 Jahren. Sein Nachfolger zum 1. Januar 2017 wurde Nicolas Peter.
Eichiner ist Mitglied des Kuratoriums der BMW Stiftung Herbert Quandt. Er wird von Finanzanalysten als einer der besten Chief Financial Officers Deutschlands gesehen.

## Positionen
- 2007 – 2016: Vorstand BMW AG
- 2015 – heute: Aufsichtsratsvorsitzender Festo
- 2016 – heute: Aufsichtsrat Allianz SE
- 2019 – heute: Mitglied im Kuratorium der BMW Stiftung Herbert Quandt (war zuvor bis 2016 schon einmal Mitglied)
- 2020 – heute: Aufsichtsrat Infineon

## Kontroverse
Friedrich Eichiner kaufte das dreistöckige Gebäude, in dem die Schwabinger Kneipe Podium untergebracht ist, und plant dessen Abriss, um ein neues Mehrfamilienhaus errichten zu lassen.

## Auszeichnungen
- Januar 2015: Das markenartikel-magazin gab ihm hinter Hans Dieter Pötsch von VW den zweiten Platz der besten CFOs.
- Januar 2015: In einer Umfrage von Wirtschaftsjournalisten wurde er zum zweitbeliebtesten DAX-Finanzchef, nach VW-CFO Hans Dieter Pötsch, gekürt.
- März 2014: Das Fachmagazin Institutional Investor zeichnete ihn neben den Finanzchefs von Allianz und BASF als den besten CFO aus.